# Killing Joke (альбом 1980 року)
Killing Joke — дебютний студійний альбом британського рок-гурту Killing Joke, виданий в 1980 році.

## Список композицій
Автор слів Джез Коулман, автор музики Killing Joke (Коулман, Кевін «Georgie» Вокер, Мартін «Youth» Гловер, Пол Фергюсон), окрім зазначених інакше. 
| Перша сторона | Перша сторона      | Перша сторона           | Перша сторона |
| #             | Назва              | Автор музики            | Тривалість    |
| ------------- | ------------------ | ----------------------- | ------------- |
| 1.            | «Requiem»          |                         | 3:45          |
| 2.            | «Wardance»         |                         | 3:49          |
| 3.            | «Tomorrow's World» |                         | 5:31          |
| 4.            | «Bloodsport»       | Вокер, Гловер, Фергюсон | 4:46          |

| Друга сторона | Друга сторона   | Друга сторона |
| #             | Назва           | Тривалість    |
| ------------- | --------------- | ------------- |
| 1.            | «The Wait»      | 3:45          |
| 2.            | «Complications» | 3:08          |
| 3.            | «S.O.36»        | 6.52          |
| 4.            | «Primitive»     | 3:37          |

| Бонус-треки перевидання | Бонус-треки перевидання    | Бонус-треки перевидання |
| #                       | Назва                      | Тривалість              |
| ----------------------- | -------------------------- | ----------------------- |
| 9.                      | «Change»                   | 4:01                    |
| 10.                     | «Requiem (Single Version)» | 3:47                    |
| 11.                     | «Change (Dub)»             | 4:00                    |
| 12.                     | «Primitive (Rough Mix)»    | 3:35                    |
| 13.                     | «Bloodsport (Rough Mix)»   | 4:50                    |